# Гудковский, Владимир Александрович
Владимир Александрович Гудковский (17 апреля 1937, пос. Москалёвка, Кустанайская область) — учёный в области хранения фруктов и овощей; доктор сельскохозяйственных наук (1991), профессор (1997), академик РАСХН (1997), академик РАН (2014). Председатель научно-технического совета города Мичуринска-наукограда РФ.

## Биография
Родился 17 апреля 1937 года в посёлке Москалёвка (Казахстан).
В 1961 году окончил факультет плодоовощеводства Казахского государственного сельскохозяйственного института. Работал мастером производственного обучения группы плодоовощеводов (1961—1962), заведующим учебным опытным хозяйством (1962—1966) Манкентского специального с.-х. училища. В 1966 году поступил на работу в Казахский НИИ плодоводства и виноградарства, где занимал должности ученого секретаря (1966—1967), директора опытного хозяйства (1967—1969), заведующего (1969—1981), младшего научного сотрудника (1981—1983) отдела технологии хранения плодов и винограда. В 1983—1984 годах старший научный сотрудник Казахского НИИ информации.
В 1984 году переехал в Мичуринск и поступил на работу во Всероссийский НИИ садоводства им. И. В. Мичурина, в котором прошел путь от заведующего отделом хранения (1984—1988) до директора (1988—2007).

### Вклад в науку
В. А. Гудковский является автором системы хранения фруктов в регулируемой атмосфере. В Казахстане под его руководством еще в 1976 году было построено первое в СССР фруктохранилище с регулируемой атмосферой. Им были изучены механизмы развития физиологических заболеваний плодов яблони и груши в период хранения и разработаны эффективные методы их предотвращения. Он является одним из разработчиков методов прогноза лежкоспособности плодов, защиты плодов яблони от поражения их загаром, составов для защиты корне-, клубнеплодов и плодов от высыхания при хранении; холодильной камеры для хранения фруктов и овощей и системы охлаждения.
Гудковским изучена роль гормона этилена при созревании и старении плодов и разработаны методы его ингибирования при их хранении. Совместно с Российским химико-технологическим университетом им. Менделеева было синтезировано вещество, названное Фитомагом, которое успешно ингибировало воздействие этилена. В герметичной камере плоды обрабатываются препаратом в минимальных дозах — на одну тонну не более одного грамма вещества. При этом Фитомаг воздействует на рецепторы этилена, замещает его и тормозит процесс старения. В такой камере плодам достаточно пробыть сутки, а затем она освобождается для следующей партии.
Значительная часть исследований посвящена изучению окислительного стресса и роли антиоксидантов в повышении устойчивости живых систем (растения, плоды, человек) к стрессовым факторам). Автор более 160 научных работ в области хранения и транспортировки фруктов, а также пяти монографий. Под его руководством подготовлено 4 доктора и 15 кандидатов наук.

## Избранные труды
- Длительное хранение плодов: Прогрессив. способы. — Алма-Ата: Кайнар, 1978. — 151 с.
- Прогрессивные методы хранения фруктов и овощей. — Алма-Ата, 1981. — 28 с.
- Технологические приемы возделывания плодовых и ягодных культур. — Мичуринск, 1991. — 103 с. — (Сб. науч. тр. ВНИИ садоводства; Вып. 59).
- Окислительный стресс плодовых и ягодных культур / Соавт.: Н. Я. Каширская, Е. М. Цуканова. — Тамбов, 2001. — 88 с.

## Награды
- Орден Почёта
- Герой Труда Тамбовской области[6]